# ムンブリオー・ダル・カム
ムンブリオー・ダル・カム（Montbrió del Camp）は、スペイン・カタルーニャ州タラゴナ県にあるムニシピオ（基礎自治体）。バッシ・カム郡に属している。2012年の人口は2,515人。バッシ・カム郡の平野部に位置し、カンブリルス、ビニョルス・イ・アルス・アルクス、ブタレイ、ムン＝ロッチ・ダル・カムと隣接する。自治体公式名称はカタルーニャ語でMontbrió del Camp、カスティーリャ語名はMontbrió de Tarragona（モンブリオー・デル・タラゴーナ）。

## 歴史
この地についての最古の記録はタラゴナ大司教（es）ウグ・ダ・サルバリョー（Hug de Cervelló）がギリェム・ダ・ジョルバ（Guillem de Jorba）に現在の自治体の領域内に城を建設するためにこの地を与えたということであるが、正確な日付については、残されていない。1186年にはダ・ジョルバは自身の所領の一部を大司教バランゲー・ダ・ビラダミルス（Berenguer de Vilademils）に寄進した。その後この地についての権利は王の手に渡った。
1406年にはカンブリルスの城壁の建設工事に参加、1563年から1710年までの間はタラゴナ大司教に属する自治体のあつまりであるコムーナ・ダル・カム（Comuna del Camp）の一員であった。

## 人口
| ムンブリオー・ダル・カムの人口推移 1900－2010           |
|                                                         |
| 出典:INE（スペイン国立統計局）1900年 - 1991年、1996年 - |

## 文化
ムンブリオーの教区教会は1692年建設で、ルネサンス様式で、サン・ペドロに献呈されている。内部には18世紀製作のバロック様式のオルガンが保持されている。
市街地中心部近くにはHorta Florida（花畑の意）と呼ばれている建物が残されており、この建物は1634年建設で、20世紀に修復されたものである。敷地内には興味深い庭園と池がある。また、郊外にはサン・アントーニの聖堂があり、こちらは1704年建造である。
ムンブリオーのもっとも重要な祭りはサン・ペドロの祭日で、6月29日に行われる。1月の第三土曜日には、サン・アントーニの祭日に合わせ、冬の祭りが行われる。

## 経済
ムンブリオーの主要な経済活動は農業で、オリーブ、アーモンド、イナゴマメ、ブドウなどが主に栽培されている。他には灌漑農業もおこなわれており、さまざまなフルーツが栽培されている。また、モスカテルワイン（Vino Moscatel）の産地でもある。他にはいくつかの工業もある。
また、1980年代に温泉が発見され、1990年代になって温泉保養施設が建設された。